# Stefano Chiodini

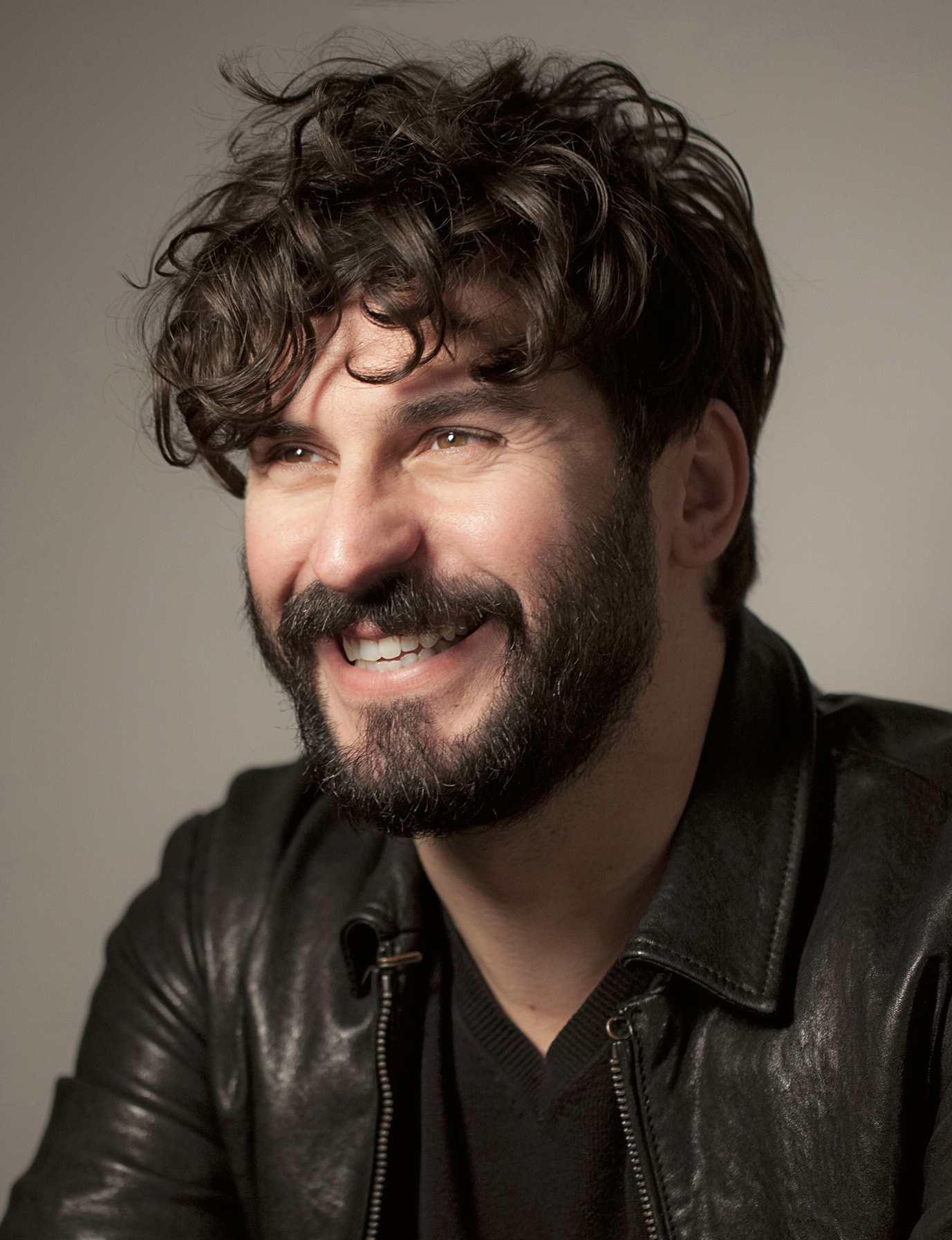
Stefano Chiodini nel 2014

Stefano Chiodini (Grosseto, 19 agosto 1977) è un regista cinematografico italiano.

## Biografia
Dirige il cortometraggio Ifonì del film collettivo ...a levante prodotto da Edoardo Winspeare e distribuito in sala dalla Pablo di Gianluca Arcopinto.
Scrive e dirige il cortometraggio Sotto le foglie, interpretato da Valerio Mastandrea e Cecilia Dazzi. Un commesso, guardando attraverso la vetrina, scopre di essere osservato insistentemente da una donna ferma nella sua auto. I due finiscono col guardarsi a vicenda e il fatto si ripete per diversi giorni. Il ragazzo crede che la donna sia interessata a lui, ma non è così. Il cortometraggio vince il Globo d'oro, il premio della stampa estera al cinema italiano e la menzione speciale a Cecilia Dazzi al Nastro d'argento
Firma la sceneggiatura e la regia del cortometraggio La casa di Ester per il quale Stefano Chiodini vince  il suo secondo Globo d'oro e un premio speciale dell'UNESCO per i diritti umani. Il cortometraggio è fra i cinque finalisti dei Nastri d'argento 2013.
Realizza Una piccola sorpresa, un corto sperimentale con l'attrice Elisabetta Pellini, utilizzando le tecniche usate dai fratelli Lumière a inizio secolo: supporto in pellicola, luce naturale, montaggio in macchia, bianco e nero, completa assenza di post produzione. Il corto rientra nel progetto di un omaggio per i 120 anni della prima proiezione pubblica dei fratelli Lumière.
Realizza per Telethon Italia il documentario breve sulla storia di Stefano Mele, ragazzo di vent'anni affetto dalla distrofia muscolare di Duchenne.

## Filmografia

### Cortometraggi
- Ti aspetterò con l'acqua alle caviglie (1999)
- L'erba alta tra gli ulivi (2000)
- La prima volta un bacio (2001)
- La croce, il lenzuolo e l'aquilone (2002)
- Sotto le foglie (2006)
- La casa di Ester (2012)

### Lungometraggi
- Ifonì, episodio del film ...a levante (2003)

### Videoclip
- By your side, di Malina (2001)